# América FC (Sergipe)
América FC is een Braziliaanse voetbalclub uit Propriá in de staat Sergipe. De club wordt ook wel América do Sergipe of América-SE genoemd om het onderscheid te maken met andere clubs die América heten. 

## Geschiedenis
De club werd opgericht op 8 augustus 1942 door ontevreden leden van Sergipe Foot-Ball-Club, het huidige EC Propriá. In 1960 werd de club een profclub. In 1965 streed de club voor de titel van het staatskampioenschap, maar moest deze in de finale aan AD Confiança laten. Een jaar later won de club wel de titel, in de finale van Confiança. Hierna was het tot 2007 wachten vooraleer de club opnieuw de titel kon winnen.

## Erelijst
Campeonato Sergipano
1966, 2007